# Bochumer Eisenhütte Heintzmann
Bochumer Eisenhütte Heintzmann GmbH & Co. KG — німецьке підприємство. Спеціалізується в галузі гірничої техніки.
Виготовляє:
- комплектні системи обладнання лав;
- виїмкову установку «CLMiner»;
- Установка для безперервної розробки вибою «CLMiner» призначена для одночасного, повністю механізованого видобутку, навантаження і транспортування вугілля.
- Установка «CLMiner» — ефективна альтернатива, особливо для видобутку кам'яного вугілля при потужності пласта до 1,5 м;
- універсальні пристрої Хайнтцманн АС 120.1 для пересування приводів,
- перевантажувачі та інші гірничі машини;
- кріплення штреку на базі ТН-профілів.

Адреса: Bochumer Eisenhütte Heintzmann GmbH & Co. KG, Bessemerstr. 80, Bochum, Germany. Tel: +49 (2 34) 91 18-217,-219,-223 FAX: +49 (2 34) 91 18-212,236.